# Gräsviken

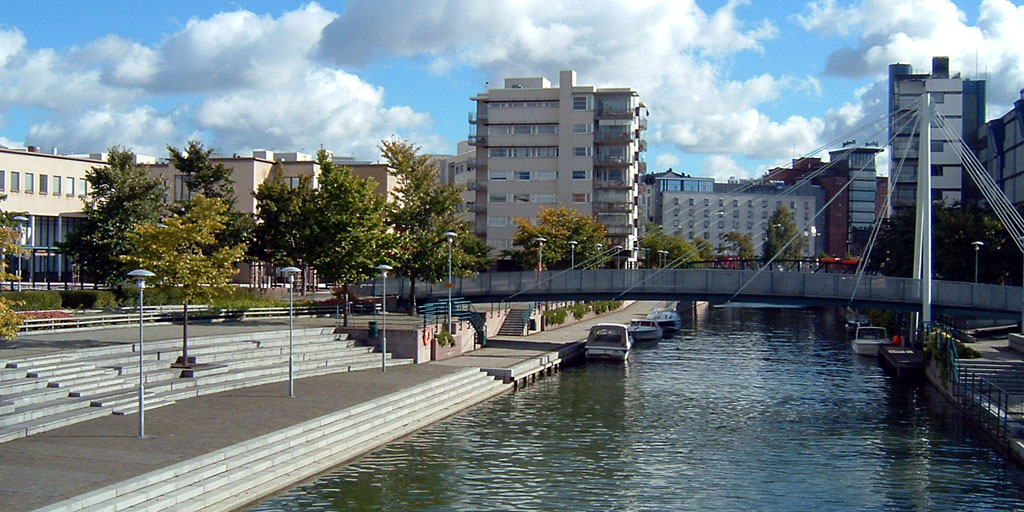
Gräsvikskanalen, Helsingfors

Gräsviken (finska: Ruoholahti) är ett delområde i stadsdelen Västra hamnen och i Kampmalmens distrikt i Helsingfors stad. 
Under 1940-talet uppstod det ett småskaligt industriområde intill Västra hamnen, vars viktigaste byggnader var Nokias kabelfabrik och Alkos fabriks- och kontorsbyggnad. Också kolkraftverket på udden Sundholmen dominerar det industriella landskapet sedan 1950-talet. Kabelfabriken inrymmer idag olika kulturorganisationer och -evenemang, samt företag inom design och kultur. Alkos fabriks- och kontorsbyggnadbyggdes 2004 om till tingshus. I Alkos före detta buteljeringsbyggnad finns idag köpcentret Gräsviken. 
Dagens Gräsviken är mest känt som bostadsområde och främst som hemvist för flera teknologiföretag, bland andra High Tech Center. Bostadsområdet och kontoren började byggas 1991, och de första invånarna flyttade in ett år senare. Samtidigt förlängdes Helsingfors metro 1993 till Gräsviken. Byggnadaarbetena i Gräsviken fortsatte på Sundholmen, där kolkraftverkets kolhögar flyttades in i jättesilon under marken för att ge rum på markytan för bostäder och kontor. Gräsviken är en havsnära stadsdel och för att öka detta intryck byggdes kanalen Gräsvikskanalen genom stadsdelen. 
Västerleden, Stamväg 51, har sin början i Gräsviken sedan 1965.

## Externa länkar

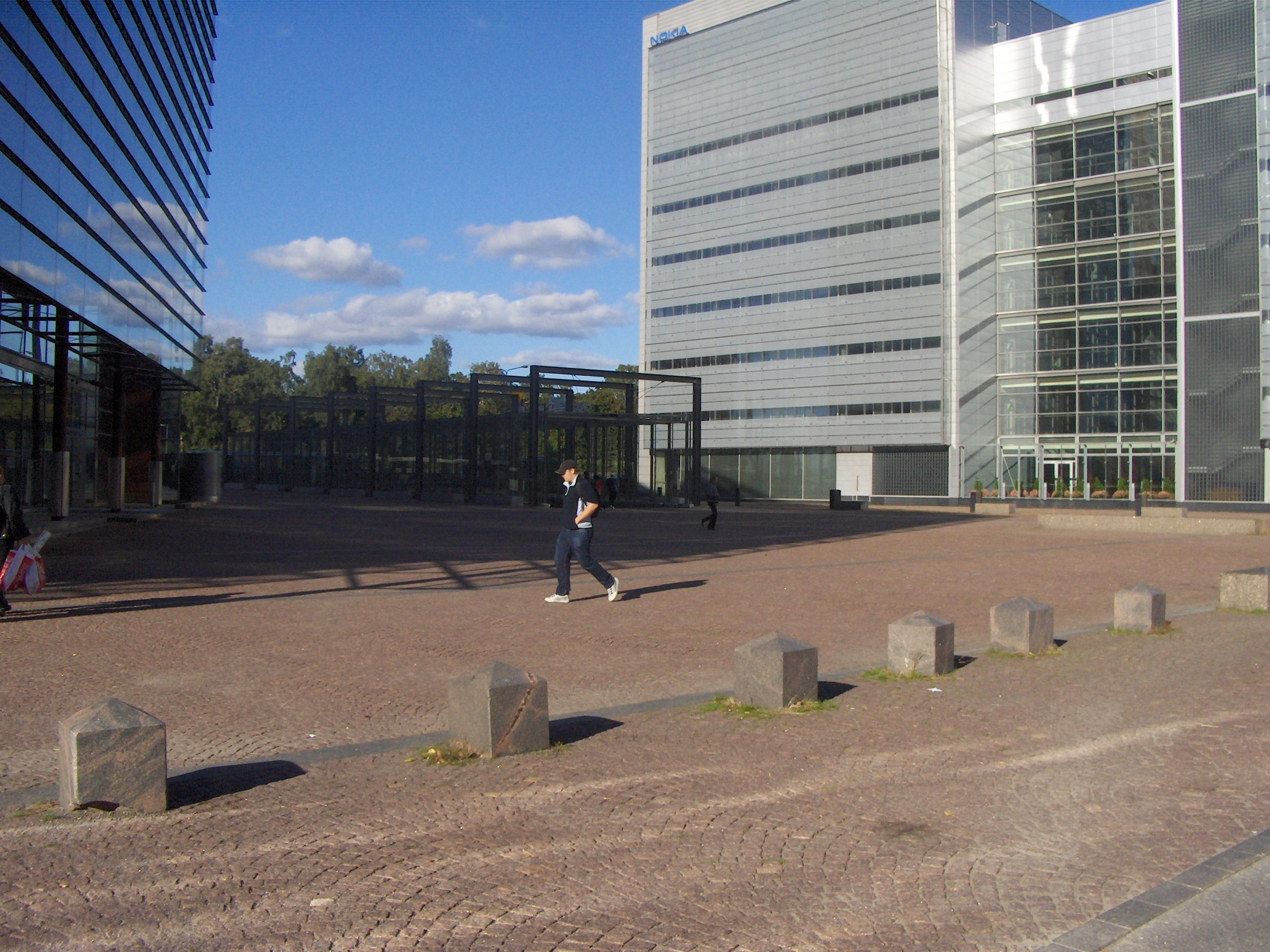
Östersjötorget
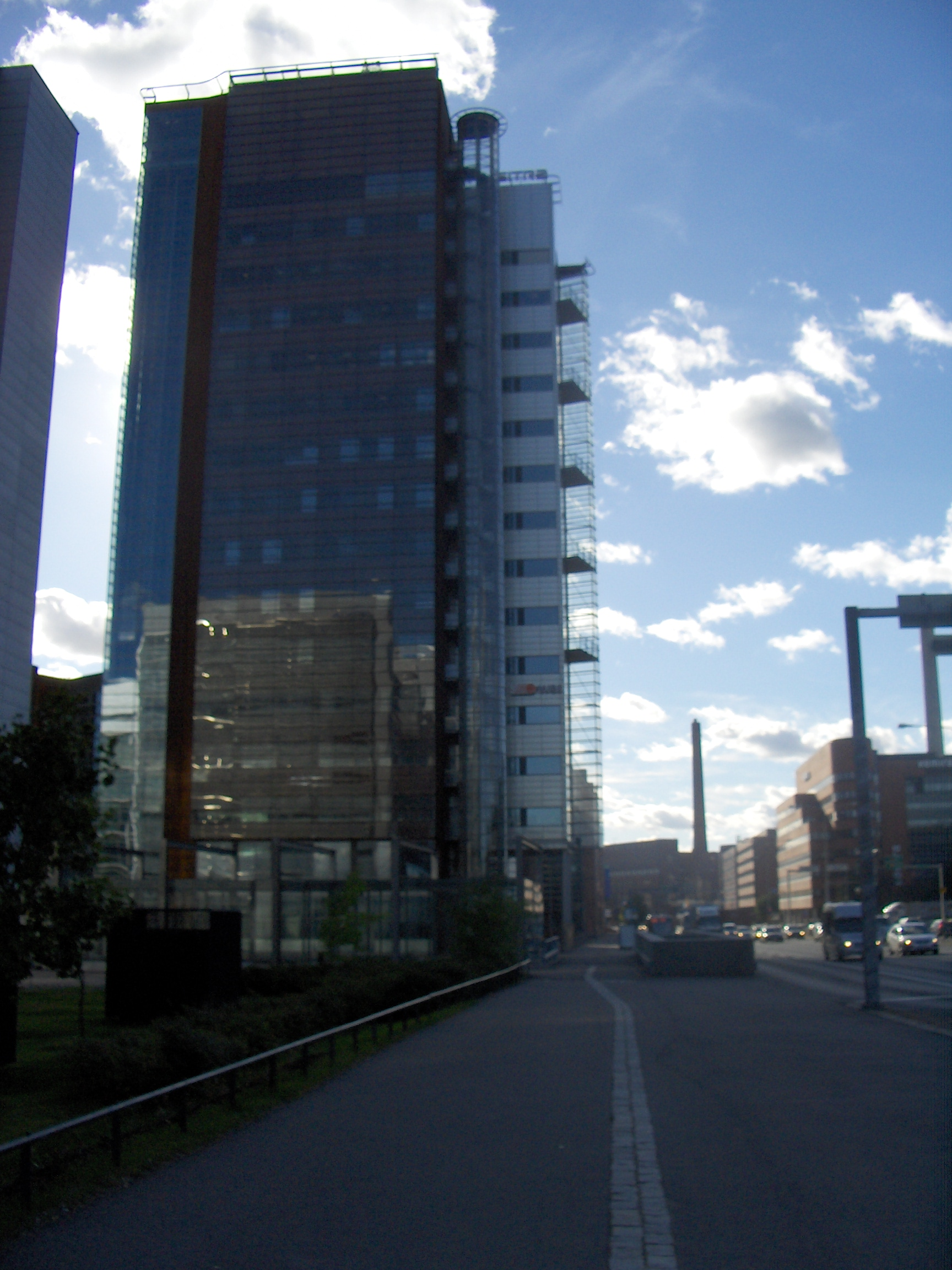
En vy längs Porkalagatan mot Västerleden
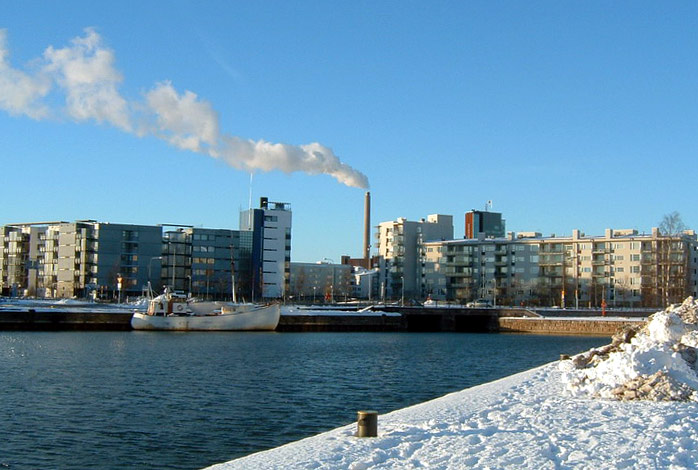
Östra Gräsviken
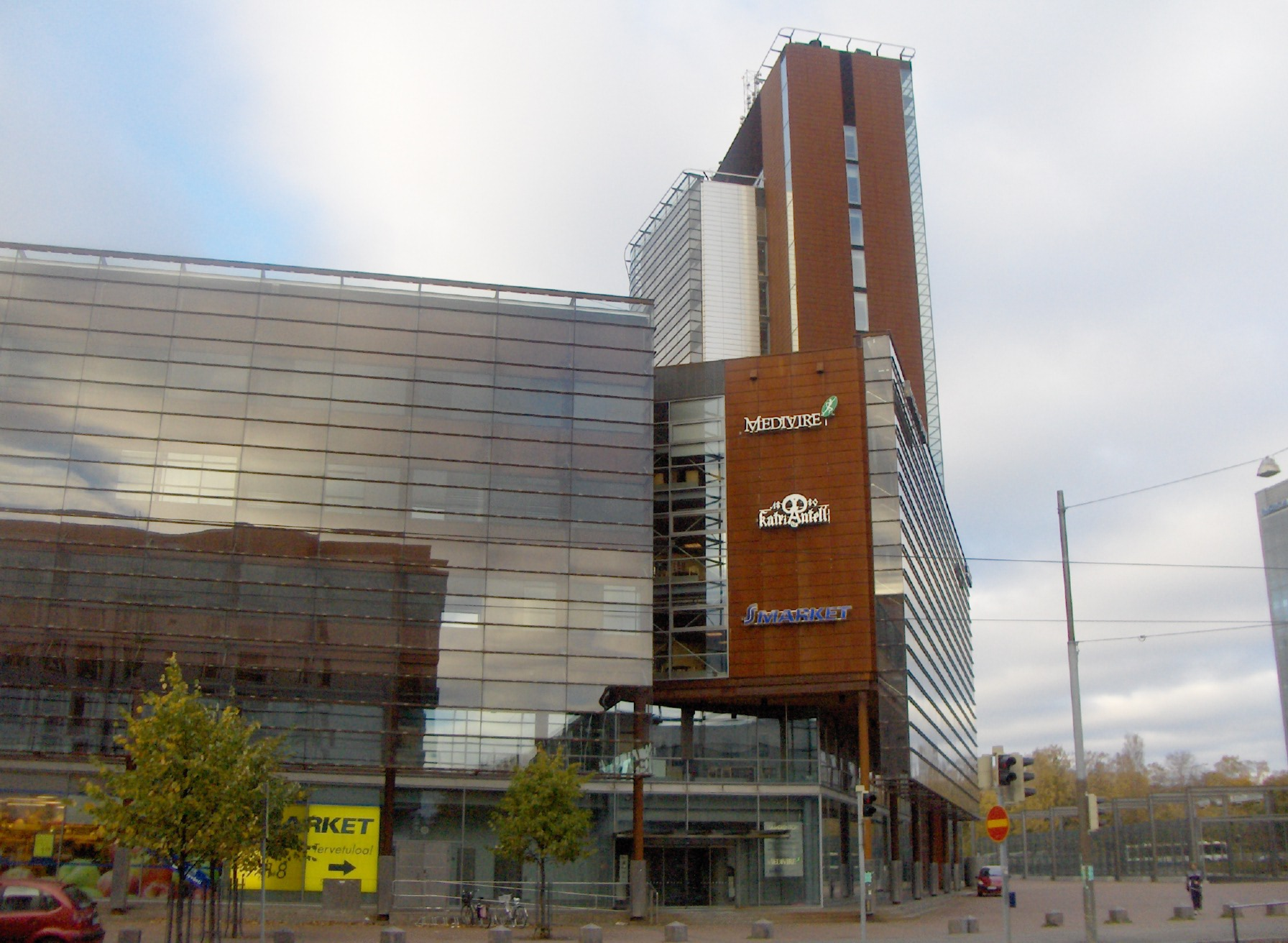
Sitratornet
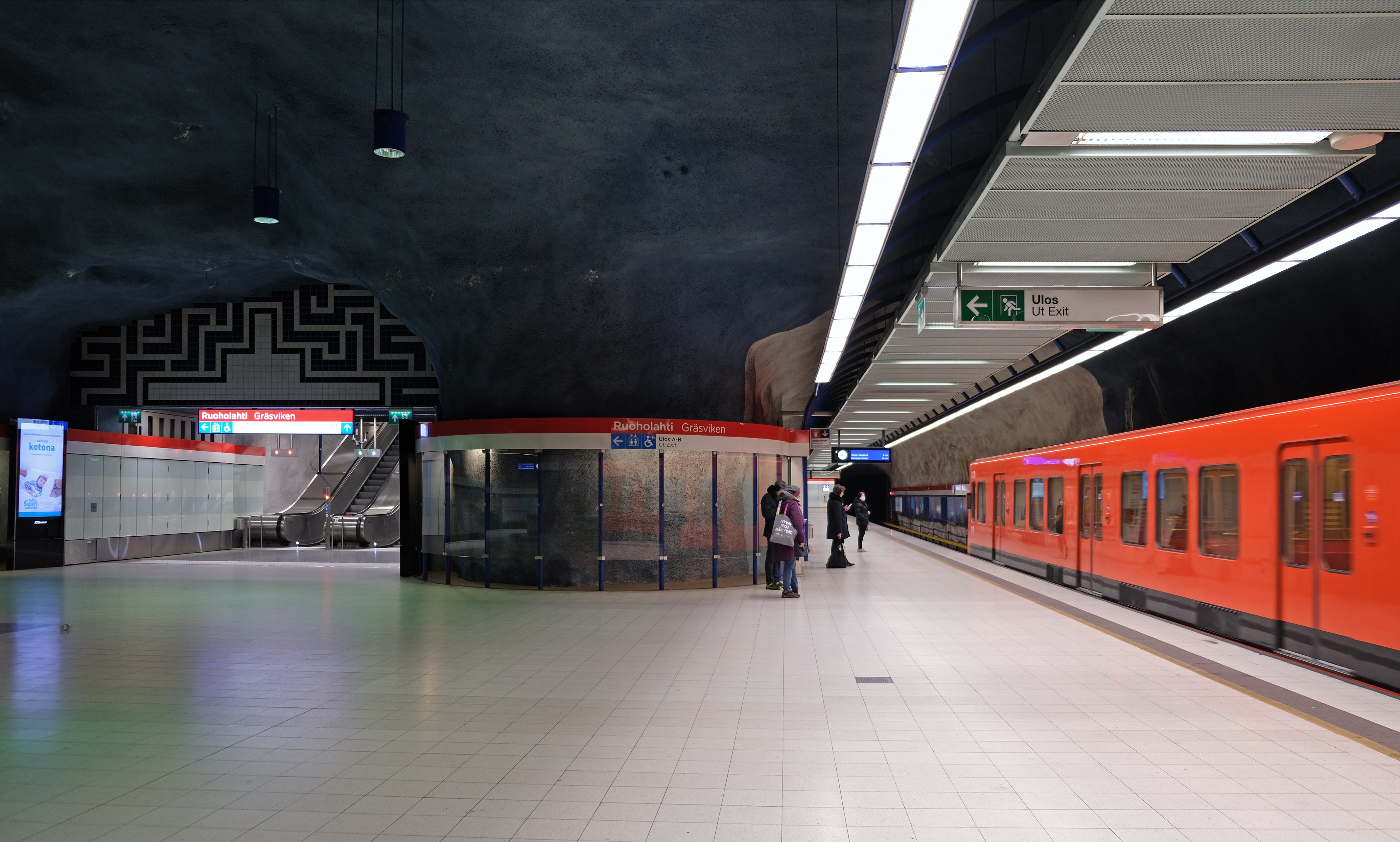
Gräsvikens metrostation
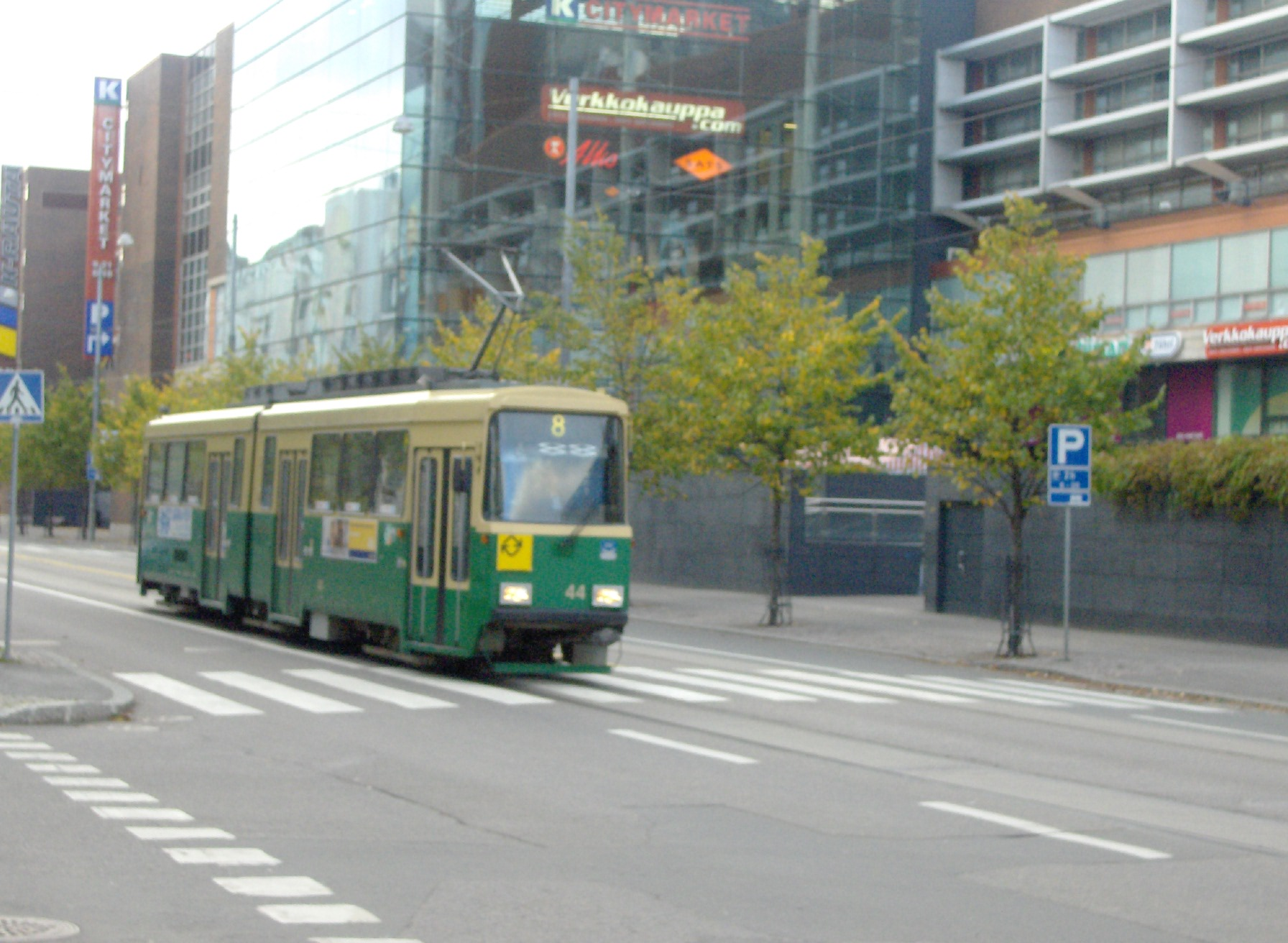
Spårvagn 8 vid Gräsvikens köpcentrum
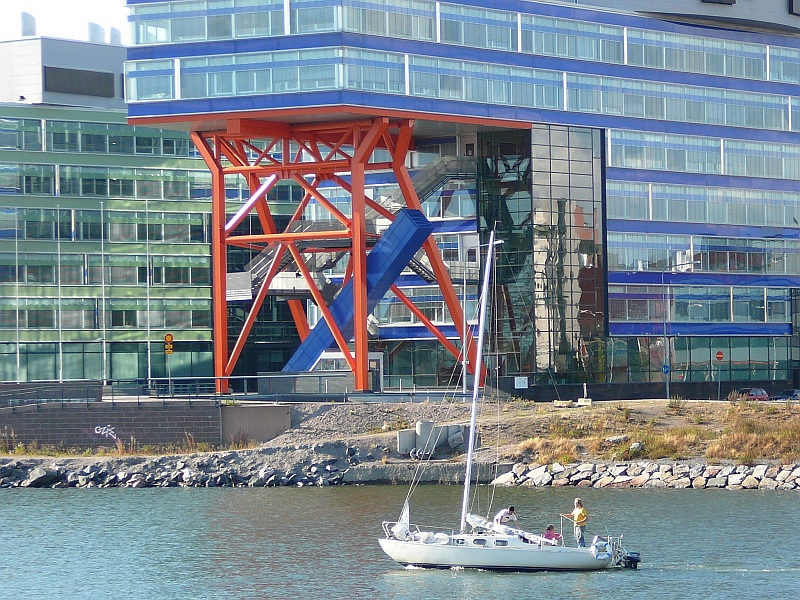
Moderna hus på Sundholmen